# Aspidhampsonia glaucescens
Aspidhampsonia glaucescens là một loài bướm đêm trong họ Noctuidae.